# Hôtel Lilla Roberts
L’hôtel Lilla Roberts (finnois : Hotelli Lilla Roberts) est hôtel du quartier de Kaartinkaupunki à Helsinki en Finlande,,,.

## Présentation
Ouvert en 2015, l'hôtel dispose de 130 chambres, de deux salles de réunion, du bar Lilla et du restaurant Krog Roba. 

## Histoire
Lilla Roberts est située au coin de Kasarmitori dans un ensemble de deux bâtiments.
Le premier bâtiment, conçu par Selim Arvid Lindqvist est construit en 1909 au Kasarmikatu 30-32, pour servir de centrale électrique de Kasarmitori.
Le second bâtiment voisin, conçu par Gunnar Taucher est construit en 1931, à Pieni Roobertinkatu 1–3, pour abriter le bâtiment administratif des services techniques de la ville d'Helsinki.
Entre 1974 et 2012, les deux bâtiments sont utilisés par le département de police d'Helsinki et abritent le district de police du centre-ville et l'un des commissariats de police d'Helsinki.
Lorsque le département de police déménage ses opérations dans la maison de police de Pasila en 2012, Royal Ravintolat acheté les immeubles à Helsingin Energia puis les revend au groupe Kämp.
Conçu par Jaakko Puro, l'hôtel Lilla Roberts ouvre le 12 août 2015.

## Galerie

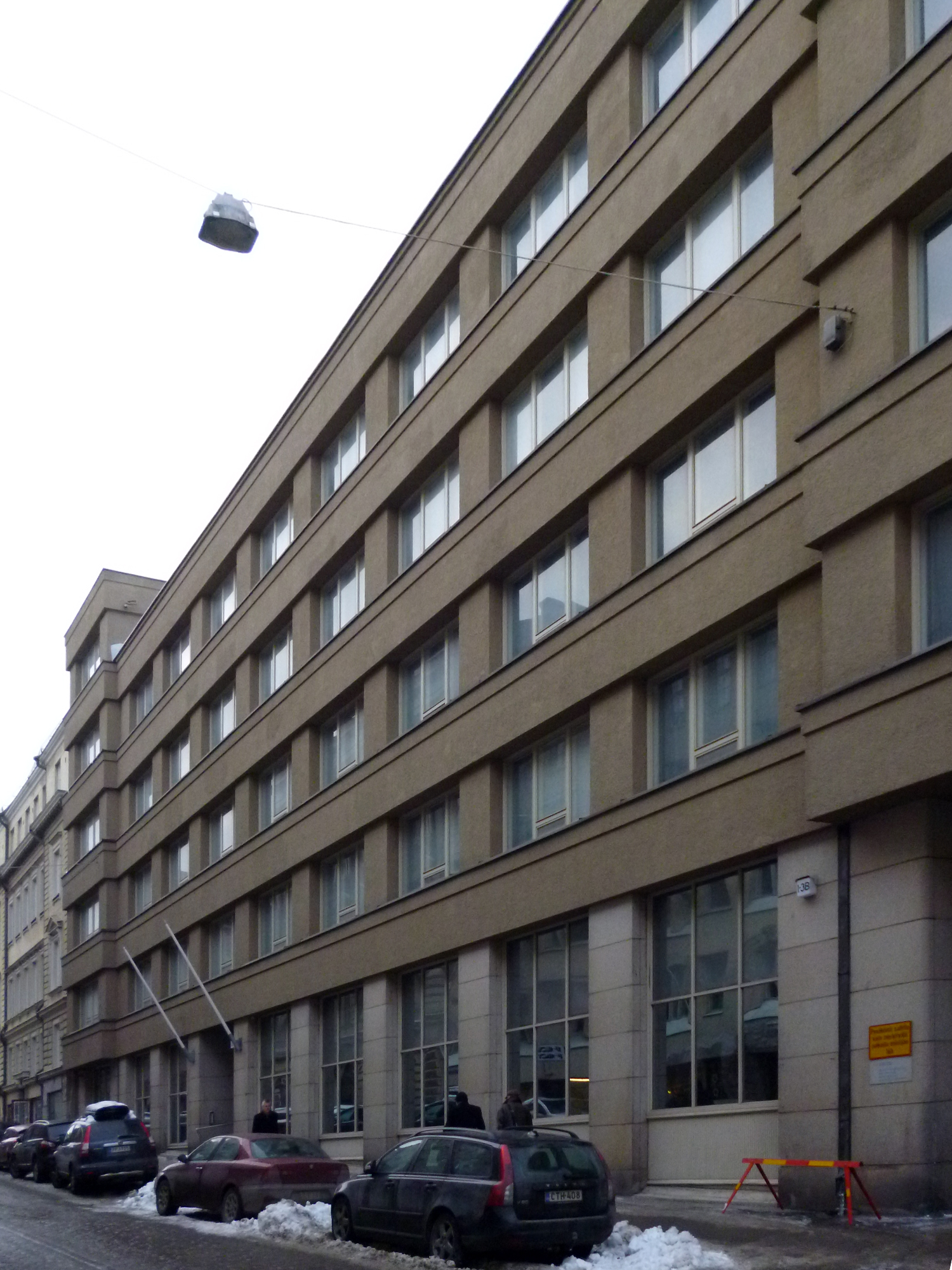
Pieni Roobertinkatu 1-3.
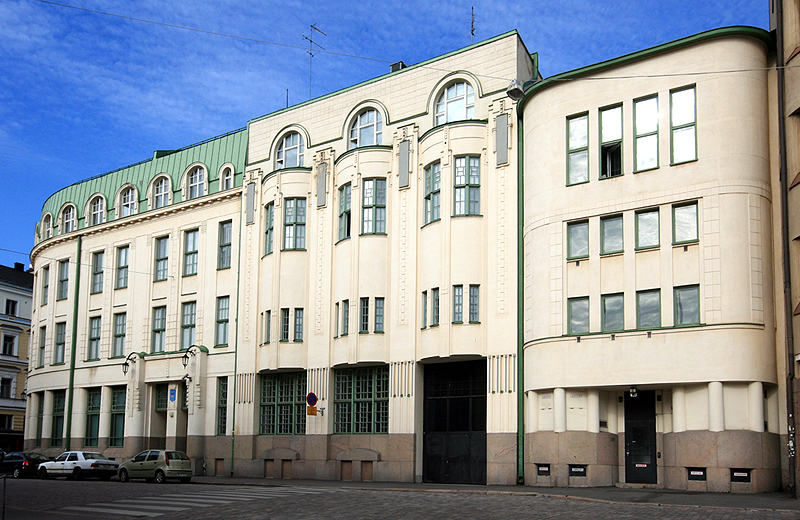
Kasarmikatu 30-32.